# BMW Dixi
El Dixi fue el primer automóvil fabricado por BMW.
Dixi fue la marca de automóviles fabricados por Automobilwerk Eisenach (fábrica de automóviles de Eisenach) a partir de 1904. En el difícil clima económico de la década de 1920, la empresa tuvo dificultades para vender sus modelos 6/24 y 9/40.Entonces, el fabricante decidió ingresar al mercado de automóviles pequeños, y en 1927 firmó un acuerdo de licencia con Austin Motor Company para construir una variante del Austin 7. Se acordó un nivel de producción de 2000 automóviles al año, y Dixi pagó a Austin una regalía por cada vehículo producido.
Los primeros 100 coches fueron suministrados por Austin como kits, pero en diciembre de 1927, el primero de los vehículos oficiales fabricados por Dixi, el DA-1 3 / 15PS, salía de la línea de producción .La designación DA significaba Deutsche Ausführung, que significa versión alemana; 3/15 indicó los impuestos y las clasificaciones de caballos de fuerza reales. Además de conducir a la izquierda y usar sujetadores métricos, el automóvil era casi idéntico al Austin. Los estilos de carrocería disponibles eran coupé, roadster, tourer y sedán, con algunos chasis destinados a carroceros externos. La mayoría de los coches salieron de fábrica como turismos. Buscando pasar a la fabricación de automóviles, BMW compró el Automobilwerk Eisenach en 1928 y, con él, los derechos para construir el automóvil Dixi. Al principio, los coches se identificaron como BMW Dixi, pero el nombre Dixi se eliminó en 1929 cuando el DA-1 fue reemplazado por una versión ligeramente actualizada, el BMW 3/15 DA-2.